# Bowmont Water
Bowmont Water – rzeka w Anglii, w hrabstwie Northumberland, także w Szkocji. Zbiega się z College Burn, tworząc rzekę Glen.